# Stig Lindberg (Leichtathlet)

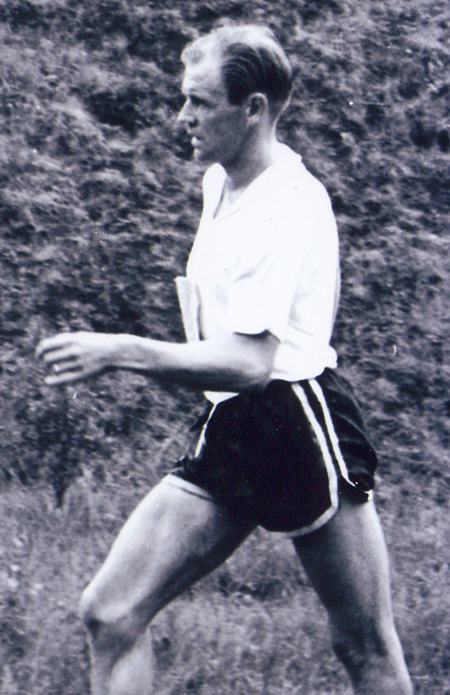
Stig Lindberg, 1968

Stig Lindberg (Stig Erik Lindberg; * 3. Juli 1931 in Malungsfors; † 11. Oktober 2010 ebd.) war ein schwedischer Geher.
1966 kam er bei den Leichtathletik-Europameisterschaften in Budapest im 50-km-Gehen auf den 16. Platz.
Bei den Olympischen Spielen 1968 in Mexiko-Stadt belegte er im 50-km-Gehen den fünften und im 20-km-Gehen den 15. Platz.
1969 wurde er bei den Europameisterschaften in Athen Zwölfter im 50-km-Gehen.
1967 wurde er Schwedischer Meister im 20-km-Gehen, 1967 und 1969 im 50-km-Gehen.

## Persönliche Bestzeiten
- 20 km Gehen: 1:35:11 h, 1968
- 50 km Gehen: 4:17:58 h, 1966